# Dragoljub Brnović
Dragoljub Brnović (em sérvio, Драгољуб Брновић; Titogrado, 2 de novembro de 1963) é um ex-futebolista nascido em Montenegro.

## Carreira
Revelado no Crvena Stijena de sua cidade, Brnović destacou-se com a camisa do Budućnost, principal time de sua cidade natal, onde jogou entre 1981 e 1988. O desempenho fez com que fosse contratado pelo Partizan ainda em 1988, mas seu desempenho foi modesto: foram apenas 27 partidas e quatro gols marcados.

## Seleção
Jogou pela antiga Iugoslávia a Copa do Mundo de 1990, tornando-se conhecido por perder um dos pênaltis contra a Argentina. Ele, que jogava na seleção desde 1987, não foi mais convocado após o Mundial da Itália. Além disso, Brnović representou a Iugoslávia nos Jogos Olímpicos de 1988, ocorrido em Seul, na Coreia do Sul.

## Títulos
Partizan
- Copa da Iugoslávia: 1988–89